# إيفان كاسادو
إيفان كاسادو (بالإسبانية: Iván Casado Ortiz)‏ هو لاعب كرة قدم إسباني، ولد في 6 يوليو 1993 في Dueñas, Palencia ‏ في إسبانيا. لعب مع ريال بلد الوليد ب وريال بلد الوليد.

## وصلات خارجية
- إيفان كاسادو على موقع قاعدة بيانات كرة القدم.إي يو (الإنجليزية)
- إيفان كاسادو على موقع Soccerway.com (الإنجليزية)